# Kévin Van Melsen
Kévin Van Melsen (Verviers, província de Lieja, 1 d'abril de 1987) fou un ciclista belga, professional des del 2007 fins al 2022.

## Palmarès
- 2005
  -  Campió de Bèlgica júnior en ruta

### Resultats al Tour de França
- 2019. 138è de la classificació general

### Resultats a la Volta a Espanya
- 2021. 126è de la classificació general